# سايمور إتش. بيرسون
سايمور إتش. بيرسون هو محامي وسياسي أمريكي، ولد في 2 فبراير 1879 في هويل في الولايات المتحدة، وتوفي في 7 أبريل 1957 في لانسنغ في الولايات المتحدة. نشط حزبياً في الحزب الجمهوري. وقد انتخب عضو مجلس ولاية ميشيغان ‏ وانتخب عضو مجلس نواب ميشيغان ‏ وانتخب عضو مجلس النواب الأمريكي ‏.